# فيسنتي هنريكس
فيسنتي هنريكس هو لاعب كرة الماء برازيلي، ولد في 5 سبتمبر 1978 في ساو باولو في البرازيل.